# Regeneresen
Regeneresen waren in der Alternativmedizin von der Pharmafirma Dyckerhoff Pharma GmbH & Co. KG mit Sitz in Köln hergestellten und vertriebene Präparate, die Ribonukleinsäuren (RNA) aus Tieren und Hefe enthielten. Sie sind ab 2012 in Deutschland nicht mehr als Fertigarzneimittel zugelassen. Sie wurden im Schwerpunkt angewendet bei degenerativen Erkrankungen des Bewegungsapparates, Erkrankungen des Nervensystems und der Sinnesorgane, Störungen des Immunsystems und allen Erkrankungen, die mit einer primären Störung der Proteinsynthese in Verbindung gebracht werden. Ihre Wirkung war umstritten bzw. wissenschaftlich nicht bewiesen.
Die sogenannte RNA-Therapie geht auf den deutschen Chemiker Hanns Dyckerhoff zurück. Ihre Anwender glauben, dass spätestens ab einem bestimmten Lebensalter bzw. generell bei erkrankten Organen die Anzahl der organspezifischen, nicht-codierenden RNAs, welche die Proteinbiosynthese modulieren und steuern sollen, nicht mehr ausreicht und diese durch Gabe zelltypidentischer Rinder- und Hefe-RNA substituiert werden kann.

## Zusammensetzung, Anwendung
Laut Hersteller waren in den Präparaten sogenannte organspezifische Ribonukleinsäuren vom Rind und Ribonukleinsäuren aus Hefe enthalten.
Das Regeneresen-Präparat AU 4 enthielt laut Angaben des Herstellers Ribonukleinsäuren aus Hörbahn, Hörnerv, Hörzentrum, Innenohr vom Rind und Ribonucleinsäuren-Na aus Hefe. Das Produkt Regeneresen Aderhaut enthielt Ribonukleinsäuren-Na, gewonnen aus fetaler Aderhaut vom Rind sowie aus Hefe.
Die Regeneresen trugen Bezeichnungen wie Regeneresen-Niere, Regeneresen-Kleinhirn usw. Die Präparate wurden den Patienten intramuskulär appliziert.

## Wirksamkeit und wissenschaftliche Erprobung
Therapieerfahrungen aus Anwendungsbeobachtungen mit Regeneresen wurden bei verschiedenen chronischen Erkrankungen wie Pankreassklerose, Asthma bronchiale, Arthrose und Arthritis erstmals 1957 veröffentlicht.
Nur in einer klinischen Studie an Patienten mit Tinnitus und Hörminderung nach Knalltrauma wurde es unter kontrollierten Bedingungen geprüft.
Ein Wirksamkeitsnachweis wurde nicht erbracht.

## Medikamentensicherheit

### Übertragung von BSE
Eine Studie aus dem Jahre 1997 hat ein Herstellungsverfahren, das der Regeneresenherstellung zugrunde liegen soll, untersucht und kommt zu dem Ergebnis, dass Regeneresen bezüglich der Übertragung von BSE sicher sind und kein Infektionsrisiko besteht.
1996 wurde im Zusammenhang mit einer Studie in Österreich ein Fall der Creutzfeldt-Jakob'schen Erkrankung (CJD) bei einem Patienten beobachtet, der zehn Jahre lang Regeneresen tierischen Ursprungs (auch aus Hirngewebe) injiziert bekam. Die Studie wurde von einer österreichischen Gesundheitsbehörde im Zusammenhang mit der Zunahme von BSE-Erkrankungen in Großbritannien in Auftrag gegeben und sollte prüfen, ob die in Österreich registrierten CJD-Erkrankungen in einem Zusammenhang mit einer Übertragung des BSE-Erregers stehen könnten. Die Studie kommt zu dem Schluss, dass keiner der in Österreich registrierten Erkrankungsfälle durch eine medizinische Intervention begründet ist und dass alle Fälle der sporadisch auftretenden CJD zuzurechnen sind.

### Kontraindikation und Nebenwirkungen
Nach Angaben des Herstellers sollten Patienten mit manifester Gicht, Phenylketonurie und anderen Abbaudefekten von Phenylalanin nicht behandelt werden. In seltenen Fällen käme es zu Überempfindlichkeitsreaktionen (Hautjucken, Hautrötungen).